# Újezd u Černé Hory
Újezd u Černé Hory je obec v okrese Blansko. Žije zde 275 obyvatel.

## Historie
První zmínky o Újezdu pochází z roku 1308 a je spojována s místním farářem kostela Všech svatých. Přes obec vedla důležitá Trstenická stezka z Brna do Prahy. V 18. století byla obec rozdělena do několika panství (mj. panství blanenské, černohorské nebo boskovické). Část obce také patřila křížovnickému řádu na Starém Brně.
V roce 1793 zde bylo 53 domů a 279 obyvatel. Roku 1846 šlo o 48 domů a 328 obyvatel. Roku 1900 v obci žilo 339 obyvatel.

## Osobnosti
- František Šebela (1858–1934) - římskokatolický kněz, farář a konsistoriální rada

## Pamětihodnosti
- Kostel Všech svatých – na návrší
- Fara čp. 8
- Soubor křížů ze starého hřbitova, vyrobených blanenskými železárnami
- Klasicistní kamenný kříž u kostela
- Barokní socha sv. Jana Nepomuckého z roku 1733

## Galerie

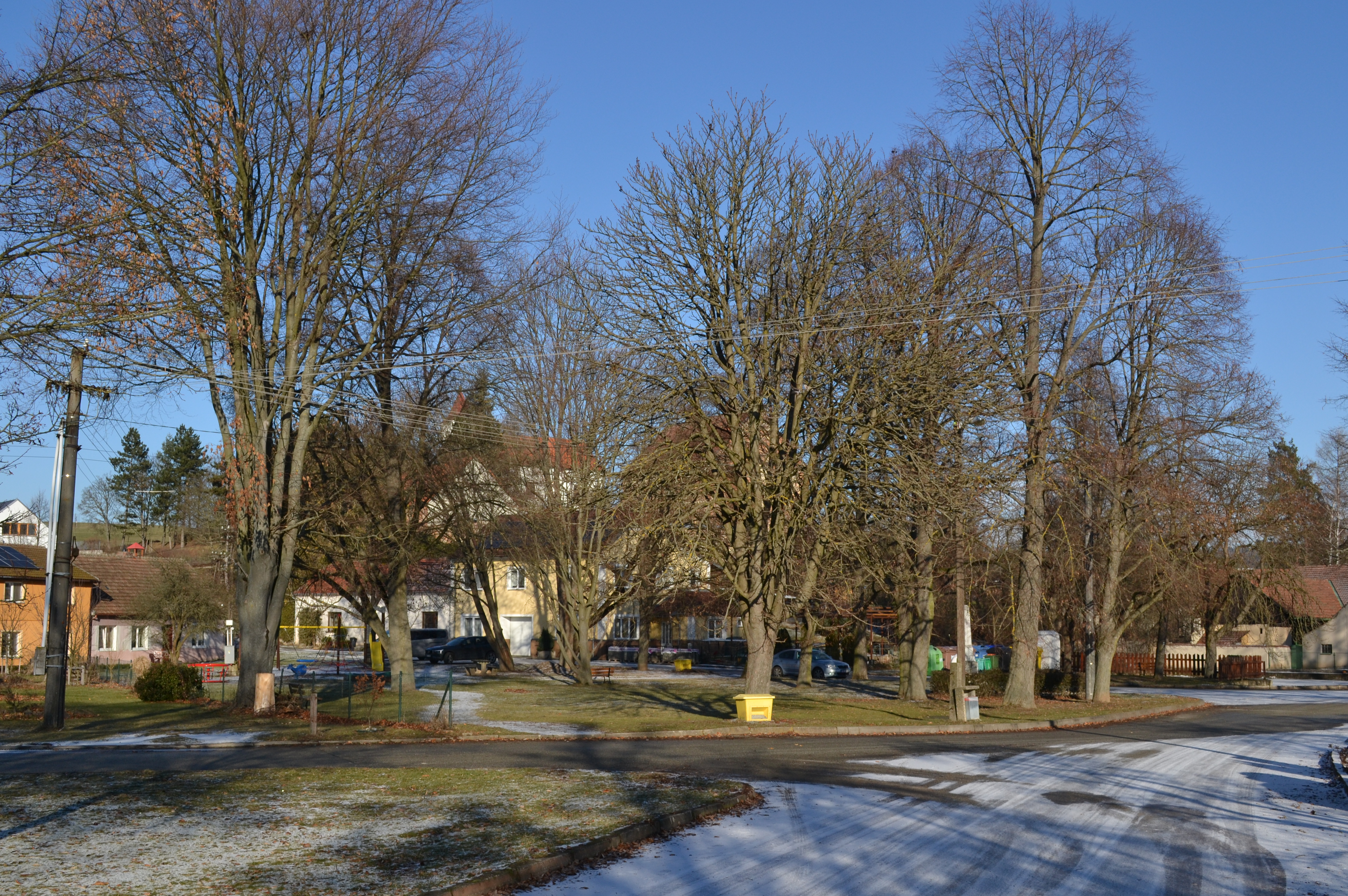
Náves
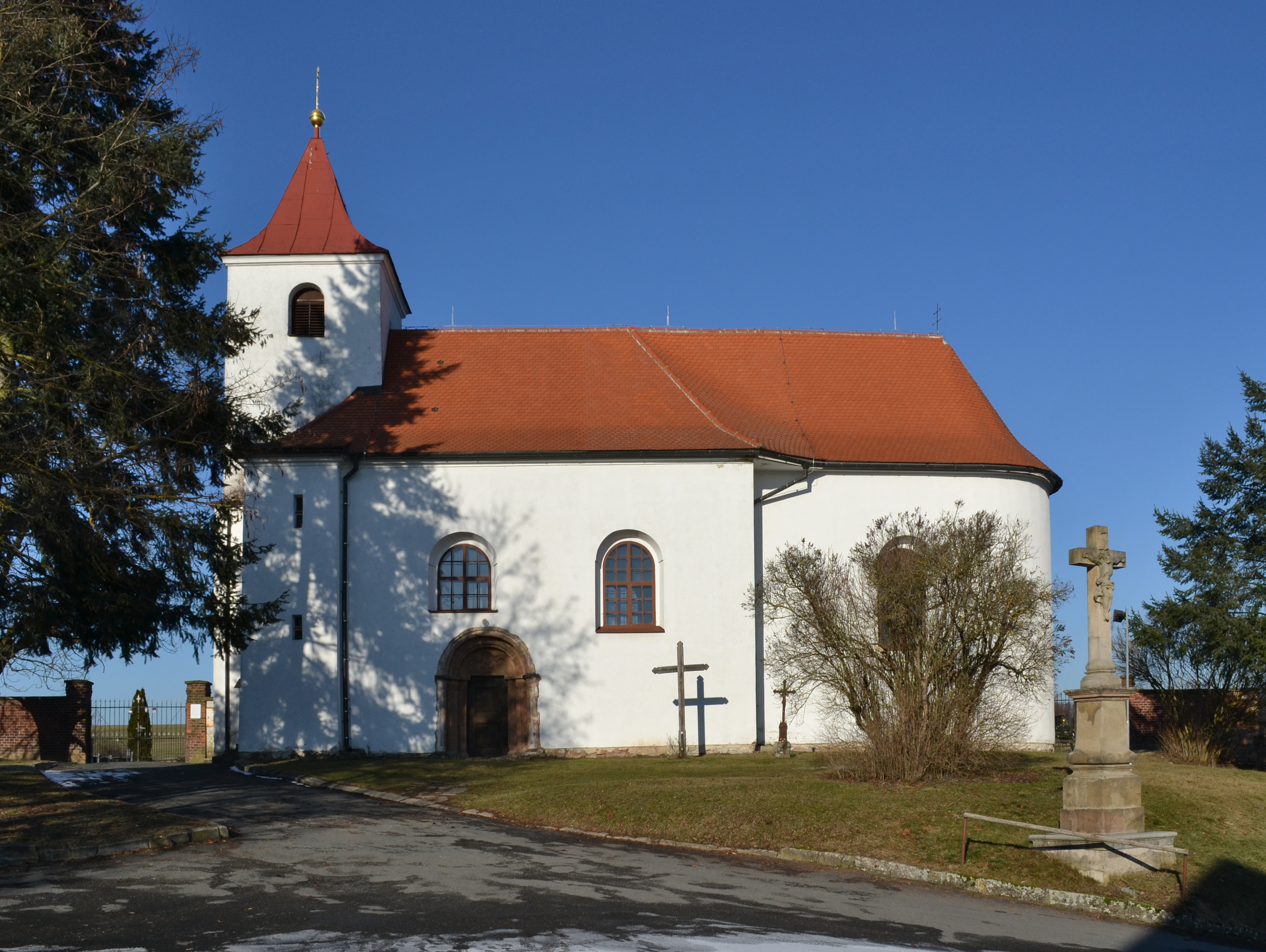
Kostel Všech svatých
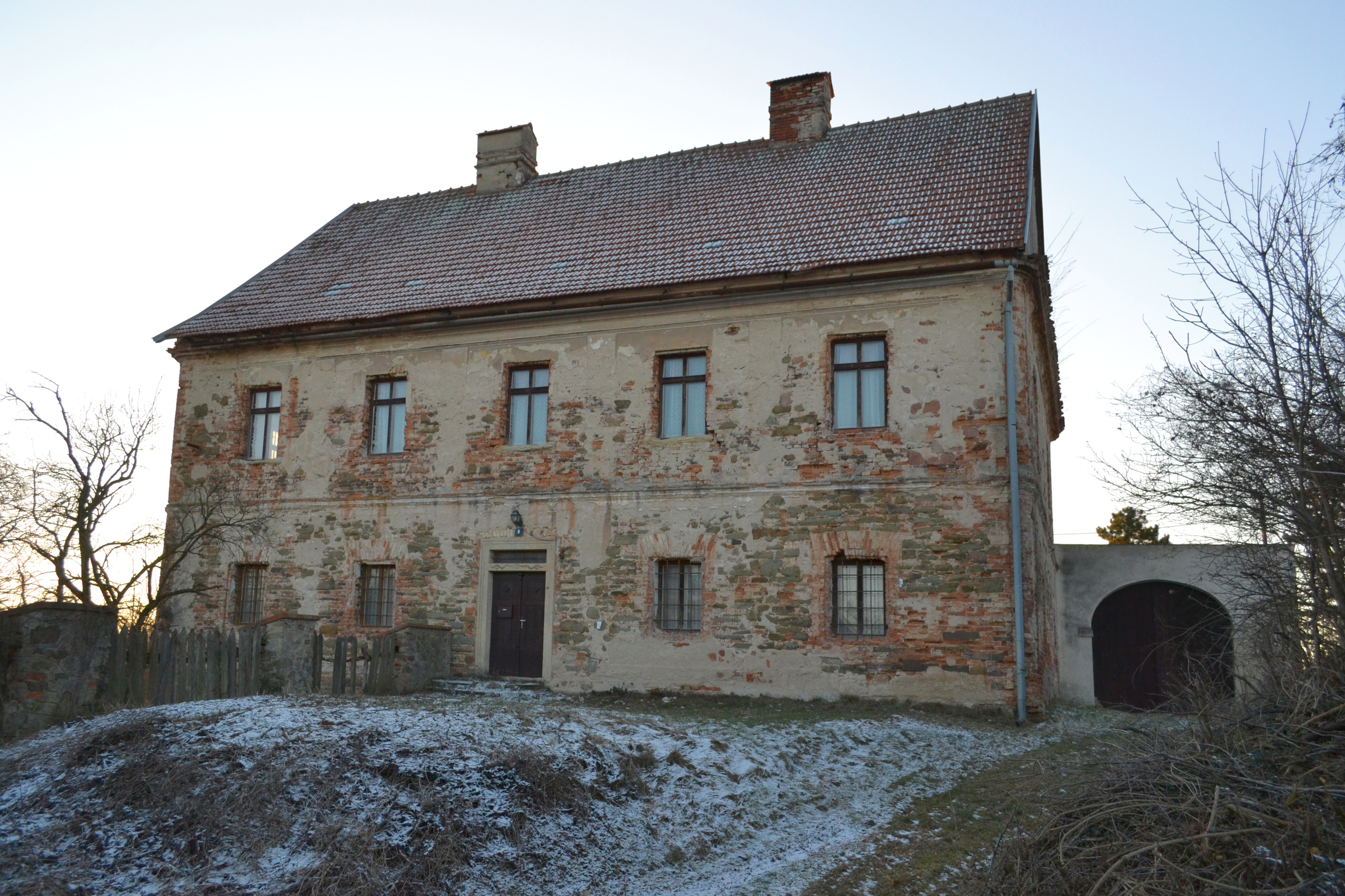
Budova fary
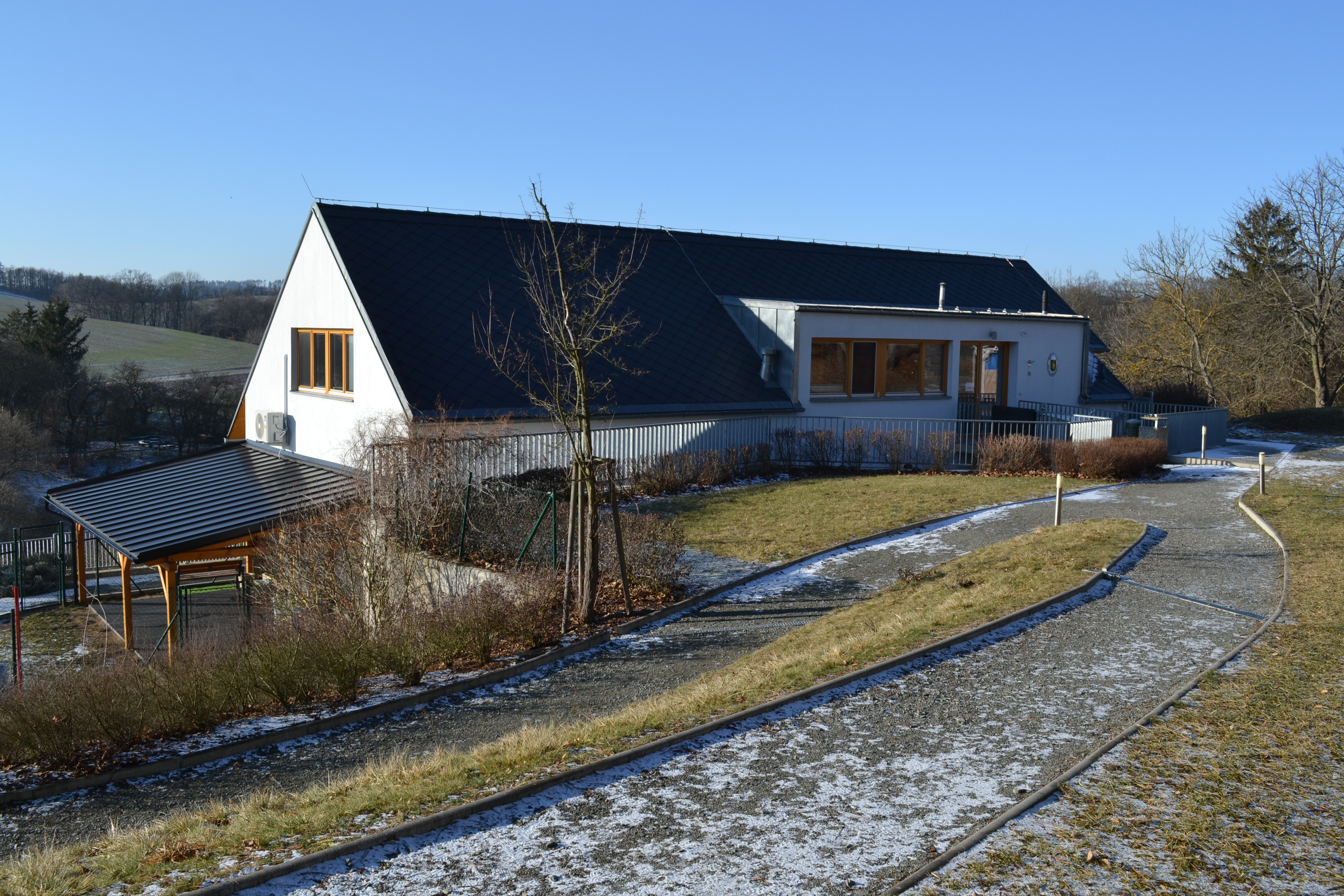
Obecní úřad a mateřská škola
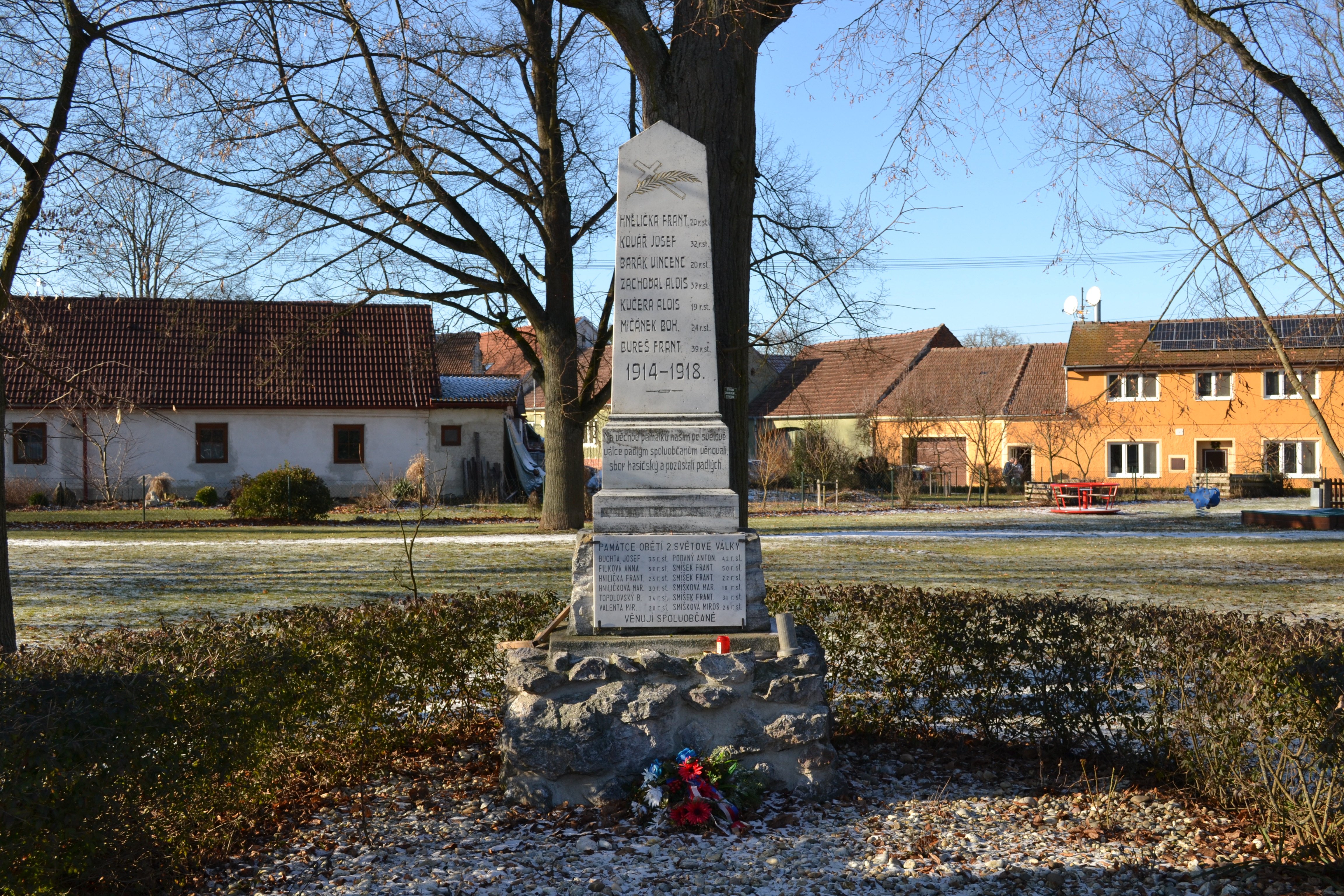
Pomník obětí války